# Мануил Комнин (куропалат)
Мануил Комнин (ср.-греч. Μανουήλ Κομνηνός; ок. 1045 — 17 апреля 1071, храм Богородицы Алипы на горе Азалас, Вифиния) — византийский аристократ и военачальник. Представитель династии Комнинов и старший брат императора Алексея I, родственник императора Романа Диогена, куропалат, протостратор. С 1070 года он являлся командующим византийскими войсками, которые противостояли набегам тюрков в Малой Азии.

## Биография
Член знатного рода Комнинов. Старший сын Иоанна Комнина и Анны Далассины. Дата рождения Мануила остаётся неизвестной, однако хронисты описывали его в 1068 году как юношу, исходя из чего современный греческий историк К. Варзос сделал вывод, что он родился около 1045 года. В детстве, как и многие дети византийских аристократов, он проходил военную подготовку под началом своего отца, доместика схол Запада.
В 1057 году дядя Мануила Исаак стал императором под именем Исаака I Комнина, однако отрёкся от престола два года спустя. Вместо него императором стал представитель династии Дука Константин X, однако до этого трон предлагали занять отцу Мануила Иоанну. Анна Далассина была не согласна с решением мужа. Её враждебность к императору приобрела безжалостный, неослабевающий характер. Иоанн умер в 1067 году, и она стала строить козни против семьи Дука с целью в конечном счёте возвести на трон одного из своих сыновей. В связи с этим она поддержала Романа IV Диогена, который пришёл к власти после Константина X, и в знак политического союза заключила брак между Мануилом и родственницей императора, также выдав замуж и его сестру Феодору. Уже год спустя, к 1068 году Мануил занимал высокий ранг протопроедра, а по случаю женитьбы император назначил его куропалатом. В этом качестве Мануил принимал участие в наказаниях стратиотов за несправедливое отношение к людям. Византийский историк и правовед Михаил Атталиат писал, что после его назначения империя «испытала трудности и беды». В своей работе он «отпустил ему несколько сомнительных комплиментов», отметив, что Мануил был человеком разумным и справедливым. У пары была одна дочь, неизвестная по имени. По предположению Варзоса, её звали Анной, в честь бабушки по отцовской линии. По словам её двоюродной сестры Анны Комниной, девушка стала супругой внука императора Никифора III. Обручила её бабушка.
Мануил получил должность стратига-автократора восточной группировки византийской армии, а затем и должности протостратора, но, похоже всё же не имел соответствующего должности военного звания «доместик схол». В этом качестве Мануил противостоял набегам тюрков-сельджуков на восточную часть Малой Азии. В одной из стычек в 1070 году он безрассудно пробился вперед к вражескому лагерю и в ходе ожесточённой борьбы попал в плен. Это событие привело к поражению в битве и к пленению двух его родственников и полководцев Михаила Таронита и Никифора Мелиссина. Мануила привели к лидеру сельджуков, некому Хрисоскулу, которого он смог убедить поднять восстание против своего сюзерена, султана Алп-Арслана из династии Сельджукидов. После этого Хрисоскул сопроводил пленников в Византию, где их всех приняли с большим почётом. Уже весной Мануил и Хрисоскул вместе направились в поход против Алп-Арслана, но в Вифинии Комнин тяжело заболел отитом. Его мать едва успела с ним проститься в храме Богородицы Алипы на горе Азалас, после чего Мануил скончался. Согласно типикону монастыря Христа Филантропа, основанному в начале XII века императрицей Ириной Дукиней, женой младшего брата Мануила Алексея I Комнина, он умер 17 апреля, что стал днём его памяти. В документе Мануил указан как севаст, обладатель одного из самых высоких придворных чинов в то время, когда был написан типикон, но это анахронизм, отражающий более позднюю практику.